# Herb gminy Miejsce Piastowe
Herb gminy Miejsce Piastowe – jeden z symboli gminy Miejsce Piastowe, ustanowiony 25 maja 1994.

## Wygląd i symbolika
Herb przedstawia na tarczy w polu czerwonym błękitną linię falistą, a z niej wystające złote koło wozowe.
Według twórców herbu, koło wozowe symbolizuje fakt, że Miejsce Piastowe powstało w dużej mierze dzięki usytuowaniu na szlaku handlowym, stanowiąc ważne ogniwo w handlu lokalnym i przygranicznym, na szlaku z Krakowa do Sanoka. Ponieważ herb przedstawiający koło wozowe ma już Radzyń Chełmiński, dołączono do niego element w postaci wstęgi falistej, mającej wedle autorów uzasadnienie historyczno-geograficzne.